# Produs Kronecker
În matematică produsul Kronecker, uneori notat cu ⊗, este o operație pe două matrici de dimensiuni arbitrare rezultând o matrice de blocuri. Este o particularizare a produsului tensorial⁠(d) (care este notat cu același simbol) de la vectori la matrici, iar rezultatul este matricea aplicației liniare „produs tensorial” în raport cu o alegere standard a bazei. Produsul Kronecker trebuie să fie distins de produsul matricial obișnuit, care este o operație complet diferită. Produsul Kronecker mai este numit uneori „produs direct de matrici”.

## Definiție
Dacă A este o matrice m × n iar B o matrice p × q, atunci produsul Kronecker A ⊗ B este matricea de blocuri pm × qn:
{\displaystyle \mathbf {A} \otimes \mathbf {B} ={\begin{bmatrix}a_{11}\mathbf {B} &\cdots &a_{1n}\mathbf {B} \\\vdots &\ddots &\vdots \\a_{m1}\mathbf {B} &\cdots &a_{mn}\mathbf {B} \end{bmatrix}},}
adică explicit:
{\displaystyle {\mathbf {A} \otimes \mathbf {B} }={\begin{bmatrix}a_{11}b_{11}&a_{11}b_{12}&\cdots &a_{11}b_{1q}&\cdots &\cdots &a_{1n}b_{11}&a_{1n}b_{12}&\cdots &a_{1n}b_{1q}\\a_{11}b_{21}&a_{11}b_{22}&\cdots &a_{11}b_{2q}&\cdots &\cdots &a_{1n}b_{21}&a_{1n}b_{22}&\cdots &a_{1n}b_{2q}\\\vdots &\vdots &\ddots &\vdots &&&\vdots &\vdots &\ddots &\vdots \\a_{11}b_{p1}&a_{11}b_{p2}&\cdots &a_{11}b_{pq}&\cdots &\cdots &a_{1n}b_{p1}&a_{1n}b_{p2}&\cdots &a_{1n}b_{pq}\\\vdots &\vdots &&\vdots &\ddots &&\vdots &\vdots &&\vdots \\\vdots &\vdots &&\vdots &&\ddots &\vdots &\vdots &&\vdots \\a_{m1}b_{11}&a_{m1}b_{12}&\cdots &a_{m1}b_{1q}&\cdots &\cdots &a_{mn}b_{11}&a_{mn}b_{12}&\cdots &a_{mn}b_{1q}\\a_{m1}b_{21}&a_{m1}b_{22}&\cdots &a_{m1}b_{2q}&\cdots &\cdots &a_{mn}b_{21}&a_{mn}b_{22}&\cdots &a_{mn}b_{2q}\\\vdots &\vdots &\ddots &\vdots &&&\vdots &\vdots &\ddots &\vdots \\a_{m1}b_{p1}&a_{m1}b_{p2}&\cdots &a_{m1}b_{pq}&\cdots &\cdots &a_{mn}b_{p1}&a_{mn}b_{p2}&\cdots &a_{mn}b_{pq}\end{bmatrix}}.}
Folosind {\displaystyle /\!/} și {\displaystyle \%} pentru a nota câtul și restul, și numerotând elementele matricei începând de la 0 se obține {\displaystyle (A\otimes B)_{pr+v,qs+w}=a_{rs}b_{vw}} și {\displaystyle (A\otimes B)_{i,j}=a_{i/\!/p,j/\!/q}b_{i\%p,j\%q}.} La numerotarea uzuală, care începe de la 1, se obține {\displaystyle (A\otimes B)_{p(r-1)+v,q(s-1)+w}=a_{rs}b_{vw}} și {\displaystyle (A\otimes B)_{i,j}=a_{\lceil i/p\rceil ,\lceil j/q\rceil }b_{(i-1)\%p+1,(j-1)\%q+1}.}
Dacă A și B reprezintă transformări liniare V1 → W1, respectiv V2 → W2, atunci produsul tensorial a două aplicații este reprezentat de A ⊗ B, care este același cu V1 ⊗ V2 → W1 ⊗ W2.

### Exemple
{\displaystyle {\begin{bmatrix}1&2\\3&4\\\end{bmatrix}}\otimes {\begin{bmatrix}0&5\\6&7\\\end{bmatrix}}={\begin{bmatrix}1{\begin{bmatrix}0&5\\6&7\\\end{bmatrix}}&2{\begin{bmatrix}0&5\\6&7\\\end{bmatrix}}\\3{\begin{bmatrix}0&5\\6&7\\\end{bmatrix}}&4{\begin{bmatrix}0&5\\6&7\\\end{bmatrix}}\\\end{bmatrix}}={\begin{bmatrix}1\times 0&1\times 5&2\times 0&2\times 5\\1\times 6&1\times 7&2\times 6&2\times 7\\3\times 0&3\times 5&4\times 0&4\times 5\\3\times 6&3\times 7&4\times 6&4\times 7\\\end{bmatrix}}={\begin{bmatrix}0&5&0&10\\6&7&12&14\\0&15&0&20\\18&21&24&28\end{bmatrix}}.}
Similar:
{\displaystyle {\begin{bmatrix}1&-4&7\\-2&3&3\end{bmatrix}}\otimes {\begin{bmatrix}8&-9&-6&5\\1&-3&-4&7\\2&8&-8&-3\\1&2&-5&-1\end{bmatrix}}={\begin{bmatrix}8&-9&-6&5&-32&36&24&-20&56&-63&-42&35\\1&-3&-4&7&-4&12&16&-28&7&-21&-28&49\\2&8&-8&-3&-8&-32&32&12&14&56&-56&-21\\1&2&-5&-1&-4&-8&20&4&7&14&-35&-7\\-16&18&12&-10&24&-27&-18&15&24&-27&-18&15\\-2&6&8&-14&3&-9&-12&21&3&-9&-12&21\\-4&-16&16&6&6&24&-24&-9&6&24&-24&-9\\-2&-4&10&2&3&6&-15&-3&3&6&-15&-3\end{bmatrix}}}

## Proprietăți

### Relațiile cu alte operații matriciale
1. Biliniaritate și asociativitate:

Produsul Kronecker este un caz particular al produsului tensorial, deci este bilinar și asociativ:
{\displaystyle {\begin{aligned}\mathbf {A} \otimes (\mathbf {B} +\mathbf {C} )&=\mathbf {A} \otimes \mathbf {B} +\mathbf {A} \otimes \mathbf {C} ,\\(\mathbf {B} +\mathbf {C} )\otimes \mathbf {A} &=\mathbf {B} \otimes \mathbf {A} +\mathbf {C} \otimes \mathbf {A} ,\\(k\mathbf {A} )\otimes \mathbf {B} &=\mathbf {A} \otimes (k\mathbf {B} )=k(\mathbf {A} \otimes \mathbf {B} ),\\(\mathbf {A} \otimes \mathbf {B} )\otimes \mathbf {C} &=\mathbf {A} \otimes (\mathbf {B} \otimes \mathbf {C} ),\\\mathbf {A} \otimes \mathbf {0} &=\mathbf {0} \otimes \mathbf {A} =\mathbf {0} ,\end{aligned}}}
unde A, B și C sunt matrici, 0 este matricea zero, iar k este un scalar.
2. Necommutative:

În general, A ⊗ B și B ⊗ A sunt matrici diferite. Totuși, A ⊗ B și  B ⊗ A sunt permutări echivalente, adică există matricile de permutare P și Q astfel încât[2]
{\displaystyle \mathbf {B} \otimes \mathbf {A} =\mathbf {P} \,(\mathbf {A} \otimes \mathbf {B} )\,\mathbf {Q} .}
Dacă A și B sunt matrici pătrate, atunci A ⊗ B și B ⊗ A sunt permutări pare similare, adică se poate lua P = QT.
Matricile P și Q sunt matrici amestecate perfect.[3] Matricea amestecată perfect Sp,q poate fi construită luând felii din matricea unitate Ir, unde {\displaystyle r=pq}.
{\displaystyle \mathbf {S} _{p,q}={\begin{bmatrix}\mathbf {I} _{r}(1:q:r,:)\\\mathbf {I} _{r}(2:q:r,:)\\\vdots \\\mathbf {I} _{r}(q:q:r,:)\end{bmatrix}}}
Pentru indicarea submatricilor este folosită notația cu două puncte din MATLAB, iar Ir este matricea unitate r × r. Dacă {\displaystyle \mathbf {A} \in \mathbb {R} ^{m_{1}\times n_{1}}} și {\displaystyle \mathbf {B} \in \mathbb {R} ^{m_{2}\times n_{2}}}, atunci
{\displaystyle \mathbf {B} \otimes \mathbf {A} =\mathbf {S} _{m_{1},m_{2}}(\mathbf {A} \otimes \mathbf {B} )\mathbf {S} _{n_{1},n_{2}}^{\textsf {T}}}
3. Proprietatea produsului mixt:

Dacă A, B, C și D sunt matrici cu dimensiuni astfel încât se pot forma produsele matriciale AC și BD, atunci
{\displaystyle (\mathbf {A} \otimes \mathbf {B} )(\mathbf {C} \otimes \mathbf {D} )=(\mathbf {AC} )\otimes (\mathbf {BD} ).}
Aceasta se numește proprietatea produsului mixt, deoarece combină produsul matricial obișnuit cu produsul Kronecker.
Ca o consecință imediată,
{\displaystyle \mathbf {A} \otimes \mathbf {B} =(\mathbf {I_{m_{2}}} \otimes \mathbf {B} )(\mathbf {A} \otimes \mathbf {I_{n_{1}}} )=(\mathbf {A} \otimes \mathbf {I_{n_{1}}} )(\mathbf {I_{n_{2}}} \otimes \mathbf {B} ).}
În particular, folosind transpunerea de mai jos, înseamnă că dacă 
{\displaystyle \mathbf {A} =\mathbf {Q} \otimes \mathbf {U} }
și Q și U sunt matrici ortogonale⁠(d) (sau matrici unitate), atunci A este și ea ortogonală (respectiv unitate).
Produsul Kronecker mixt matrice-vector poate fi scris astfel:
{\displaystyle \left(\mathbf {A} \otimes \mathbf {B} \right)\mathbf {v} =\operatorname {vec} (\mathbf {B} \mathbf {V} \mathbf {A} ^{T})}
unde {\displaystyle \mathbf {V} =\operatorname {vec} ^{-1}(\mathbf {v} )} este inversul operatorului de vectorizare (format prin remodelarea vectorului {\displaystyle \mathbf {v} }).
4. Produsul Hadamard:

Proprietatea produsului mixt funcționează și pentru produsul pe elemente. Dacă A și C sunt matrici de aceeași dimensiune, iar B și D sunt și ele matrici de aceeași dimensiune, atunci
{\displaystyle (\mathbf {A} \otimes \mathbf {B} )\circ (\mathbf {C} \otimes \mathbf {D} )=(\mathbf {A} \circ \mathbf {C} )\otimes (\mathbf {B} \circ \mathbf {D} ).}
5. Inversul produsului Kronecker:
Rezultă că A ⊗ B este inversabil dacă și numai dacă atât A, cât și B sunt inversabile, caz în care inversul este dat de
{\displaystyle (\mathbf {A} \otimes \mathbf {B} )^{-1}=\mathbf {A} ^{-1}\otimes \mathbf {B} ^{-1}.}
Proprietatea produsului inversabil este valabilă și pentru pseudoinversa Moore–Penrose⁠(d),[4] adică
{\displaystyle (\mathbf {A} \otimes \mathbf {B} )^{+}=\mathbf {A} ^{+}\otimes \mathbf {B} ^{+}.}
6. Transpusa:
Transpusa și adjuncta sunt distributive față de produsul Kronecker:
{\displaystyle (\mathbf {A} \otimes \mathbf {B} )^{\textsf {T}}=\mathbf {A} ^{\textsf {T}}\otimes \mathbf {B} ^{\textsf {T}}} and {\displaystyle (\mathbf {A} \otimes \mathbf {B} )^{*}=\mathbf {A} ^{*}\otimes \mathbf {B} ^{*}.}
7. Determinantul:

Fie A o matrice n × n și B o matrice m × m. Atunci
{\displaystyle \left|\mathbf {A} \otimes \mathbf {B} \right|=\left|\mathbf {A} \right|^{m}\left|\mathbf {B} \right|^{n}.}
Exponentul lui | A | este ordinul lui B, iar exponentul lui | B | este ordinul lui A.
8. Suma și ridicarea la putere Kronecker:

Dacă A este n × n, B este m × m, iar Ik este matricea unitate k × k, atunci se poate defini ceea ce uneori este numită suma Kronecker, ⊕, astfel:
{\displaystyle \mathbf {A} \oplus \mathbf {B} =\mathbf {A} \otimes \mathbf {I} _{m}+\mathbf {I} _{n}\otimes \mathbf {B} .}
Aceasta este diferită de adunarea obișnuită a două matrici. Această operație este legată de produsul tensorial din algebrele Lie⁠(d).
Formula pentru ridicarea la putere a matricilor, utilă în unele calcule numerice, este:[5]
{\displaystyle \exp({\mathbf {N} \oplus \mathbf {M} })=\exp(\mathbf {N} )\otimes \exp(\mathbf {M} )}
Sumele Kronecker apar în mod natural în fizică când se iau în considerare ansambluri de sisteme care nu interacționează. Fie Hk al k-lea hamiltonian al unui astfel de sistem. Atunci hamiltonianul total al ansamblului este
{\displaystyle H_{\mathrm {Tot} }=\bigoplus _{k}H^{k}.}

### Proprietăți abstracte
1. Spectrul⁠(d):

Fie matricile pătrate A de dimensiune n și B de dimensiune m. Fie λ1, ... , λn valorile proprii ale lui A și μ1, ... , μm cele ale lui B (corespunzător multiplicității). Atunci valorile proprii ale lui A ⊗ B sunt
{\displaystyle \lambda _{i}\mu _{j},\qquad i=1,\ldots ,n,\,j=1,\ldots ,m.}
Rezultă că urma și determinantul unui produs Kronecker sunt date de
{\displaystyle \operatorname {tr} (\mathbf {A} \otimes \mathbf {B} )=\operatorname {tr} \mathbf {A} \,\operatorname {tr} \mathbf {B} \quad {\text{and}}\quad \det(\mathbf {A} \otimes \mathbf {B} )=(\det \mathbf {A} )^{m}(\det \mathbf {B} )^{n}.}
2. Valori singulare:

Dacă A și B sunt matrici dreptunghiulare, atunci se pot lua în considerare valorile singulare⁠(d). Se presupune că A are rA valori singulare diferite de zero, și anume
{\displaystyle \sigma _{\mathbf {A} ,i},\qquad i=1,\ldots ,r_{\mathbf {A} }.}
Similar, se notează valorile singulare diferite de zero ale B cu
{\displaystyle \sigma _{\mathbf {B} ,i},\qquad i=1,\ldots ,r_{\mathbf {B} }.}
Atunci produsul Kronecker A ⊗ B are rArB valori singulare diferite de zero, și anume
{\displaystyle \sigma _{\mathbf {A} ,i}\sigma _{\mathbf {B} ,j},\qquad i=1,\ldots ,r_{\mathbf {A} },\,j=1,\ldots ,r_{\mathbf {B} }.}
Deoarece rangul unei matrice este egal cu numărul de valori singulare diferite de zero, rezultă că
{\displaystyle \operatorname {rang} (\mathbf {A} \otimes \mathbf {B} )=\operatorname {rang} \mathbf {A} \,\operatorname {rang} \mathbf {B} .}
3. Relația cu produsul tensorial abstract:

Produsul Kronecker al matricilor corespunde produsului tensorial abstract al aplicațiilor liniare. Mai exact, dacă spațiile vectoriale V, W, X și Y au bazele {v1 , ... , vm}, {w1, ... , wn}, {x1, ... , xd}, și respectiv {y1, ... , ye}, și dacă matricile A și B reprezintă transformările liniare S : V → X și respectiv T : W → Y, în bazele corespunzătoare, atunci matricea A ⊗ B reprezintă produsul tensorial al celor două aplicații, S ⊗ T : V ⊗ W → X ⊗ Y cu privire la baza {v1 ⊗ w1, v1 ⊗ w2, ... , v2 ⊗ w1, ... , vm ⊗ wn} din V ⊗ W și baza definită în mod similar pentru X ⊗ Y cu proprietatea că A ⊗ B(vi ⊗ wj) = (Av i) ⊗ (Bwj), unde i și j sunt numere întregi în intervalul corespunzător.[6]

Când V și W sunt algebre Lie, iar S : V → V și  T : W → W sunt homomorfisme de algebre Lie, suma Kronecker a lui A și B reprezintă homomorfismele de algebră Lie induse V ⊗ W → V ⊗ W.
4. Relația cu produsul matricial de grafuri:

Produsul Kronecker al matricilor de adiacență a două grafuri este matricea de adiacență a grafului produsului tensorial. Suma Kronecker a matricilor de adiacență a două grafuri este matricea de adiacență a grafului produsului cartezian.[7]